# Ганкин, Эммануил Берович
Эммануил Берович Ганкин (22 ноября 1922 года, Новгород-Северский — 3 февраля 2014 года) — советский и российский учёный-африканист, специалист по амхарскому языку, один из первых преподавателей амхарского языка в СССР и составитель первых русско-амхарских словарей. Кандидат филологических наук.

## Биография
Участник Великой Отечественной войны.
Окончил иранское отделение Московского института востоковедения (1949), служил в МГБ СССР в качестве переводчика с персидского языка. В 1951-53 переводчик с амхарского. С 1958 года преподавал амхарский язык в МГИМО.
С 1966 г. доцент кафедры африканистики ИСАА Московского университета.